# Sant Francesc Xavier de Suquets
Sant Francesc Xavier de Suquets és l'església parroquial de Suquets, al municipi de Lleida, inclosa a l'Inventari del Patrimoni Arquitectònic de Catalunya.

## Descripció
Església semicircular aïllada amb campanar prismàtic que forma part de l'heretat de Suquets. Planta baixa amb porxo d'arcs de mig punt. Sòcol de pedra artificial. Rajola rústica al paviment. Estucat a la façana i teula àrab. Detalls arquitectònics de maó. Embigat de fusta i llums de ferro. Detalls romàntics i vidrieria amb motius geomètrics. Hi ha esquerdes per falta de cura al sostre dels porxos i a la façana. Afegits neoclàssics.